# Едвін Джарвіс
Едвін Джарвіс (англ. Edwin Jarvis) — персонаж з коміксів американського видавництва Marvel Comics. Джарвіс — дворецький Ентоні Старка, союзника Месників.

## Біографія
Герой війни Джарвіс служив льотчиком Британських повітряних сил. Переїхавши до США, він став дворецьким в будинку Говарда і Марії Старков, а після їх загибелі продовжував працювати на їх сина Тоні.
Коли той віддав особняк месникам, то попросив Джарвіса стати дворецьким цієї команди. Едвін вірно служив героям, поки Альтрон не промив йому мізки і перетворив на Алого Плаща. Тоді Джарвіс впустив до Особняка команду Повелителів Зла, і між ними та Месниками відбулася жорстока сутичка. Пізніше дворецький прийшов до тями і повернувся до своїх обов'язків.
Коли Багряна Відьма під час приступу божевілля знищила особняк, Джарвіс пішов за командою до Башти Старка.
Під час Таємного вторгнення Джарвіс був підмінений скруллом. Прибулець викрав малолітню дочку Люка Кейджа та Джессіки Джонс, але її вдалося врятувати, а викрадач був застрелений Мішенню.
Під час Темного Правління Джарвіс відмовився працювати з Темними Мстителями Нормана Озборна і приєднався до Генка Піма.

## Поза коміксами

### Телебачення
- Едвін Джарвіс з'явився як другорядний персонаж мультсеріалу «The Avengers: United They Stand», де був озвучений Гремом Герлі.
- Бере участь у «Месники: Могутні Герої Землі», де його озвучив Філ Ламарр[5]. З'являється як ДЖАРВІС, штучний інтелект, аналогічно фільмам Кінематографічного всесвіту Marvel.

### Кіно
- Як дворецького Старка, Едвін Джарвіс коротко з'являється в анімаційному фільмі Ultimate Месники.
- У більш значній ролі Джарвіс з'явився в Ultimate Месники, де був озвучений Фредом Татасікоре.

#### Кінематографічний всесвіт Marvel
У повнометражному фільмі 2008 року «Залізна людина», ДЖАРВІС (англ. JARVIS) з'явився як штучний інтелект - дворецький в особняку Тоні Старка, а також завантажується в його броню для кіберпатичного зв'язку. Він здатний жартувати, саркастично відгукуватися про нерозсудливість свого творця, але незважаючи на це стурбований благополуччям. Пол Беттані, який озвучив «Джарвіса», визнає, що практично не мав уявлення про те, що є його персонажем, і погодився на озвучування лише як позичення його другові Джону Фавро, режисеру фільму. Беттані озвучив Джарвіса у другому фільмі, «Залізна людина 2», у фільмі " Месники ", і в «Залізній людині 3».
У фільмі «Месники: Ера Альтрона» Пол Беттані зіграв Віжена (у Кіновселенні — тіло для ДЖАРВІСА).

Творці фільму порахували, що персонаж вірного дворецького спричинить порівняння з Альфредом Пеннвортом, дворецьким Бетменом, що було зайвим і без того великої кількості паралелей між фільмами «Залізна людина» та «Бетмен: Початок». З іншого боку, у коміксах 1990-х року було показано, що Старк створив штучний інтелект ГОМЕР. Таким чином, персонажі ГОМЕР та Джарвіс поєднувалися у цьому фільмі як ДЖАРВІС. У коміксах, виданих через кілька років після виходу фільму, Тоні створює зброю для Пеппер, в яку запрограмований ІІ названий ДЖАРВІС.
- Залізна людина (2008)
- Залізна людина 2 (2010)
- Месники (2012)
- Залізна людина 3 (2013)
- Месники: Ера Альтрона (2015)

6 січня 2015 року стартував серіал «Агент Картер», який розповідає про пригоди Пеггі Картер, подруги Капітана Америки . Серіал пов'язаний з усім кіновселеним Marvel (Гейлі Етвелл і Домінік Купер повторюють свої ролі Пеггі Картер і Говарда Старка відповідно, так само, як і у повнометражному «Першому Месникові»). Основним напарником Пеггі стає дворецький Говарда Старка Едвін Джарвіс, який завдяки своїй лояльності до Старка виявляється надійним напарником Пеггі. Джарвіса грає англієць Джеймс Д'Арсі. Пізніше Джеймс Д'Арсі зіграв Джарвіса у фільмі «Месники: Фінал». Персонаж став першим, що з'явився у фільмах кіновсесвіту, дебютувавши перед цим у серіалі.
- Агент Картер (2015—2016)
- Месники: Фінал

### Комп'ютерні ігри
- Едвін Джарвіс з'являється у грі «Marvel: Ultimate Alliance», де його озвучив Філіп Проктор. Він з'являється в Башті Старка, а також веде діалог з Дедпулом, Залізною людиною, Жінкою-павук та Капітаном Америкою.
- ДЖАРВІС з'являється у відеогрі «Залізна людина» за мотивами повнометражного фільму і озвучений Гіллоном Стівенсоном. Він є джерелом інформації для гравця, інформуючи його про будь-які повідомлення, в курсі яких він має бути.
- У грі «Залізна людина 2», випущена за мотивами сіквела, ДЖАРВІС озвучено Ендрю Чайкіном.

### Книжки
- ДЖАРВІС з'являється в новелізації фільму «Залізна людина», під авторством Пітера Девіда. У книзі, воно представлено як акронім, який позначає J усть A R Ather V ERy Я ntelligent S ystem (укр. — Просто досить інтелектуальна система)[12].